# 七寶山
七寶山位於朝鮮民主主義人民共和國的咸鏡北道中部海岸。相傳，此地藏有七種寶物，故名「七寶山」，一年四季風景優美，尤其冬季的「七寶山」之雪景更被譽為：『天下第一景』。 近年就新建了營舍和觀光服務設施等許多建築物，又修築許多觀光路徑，使它面貌一新。

## 地理環境
- 它是約100萬年前（即新生代第3期），從長白山（朝鮮稱：白頭山）的火山脈噴出的熔岩冷卻後凝固而成的流紋岩、玄武岩等火成岩，經受了長時期的風蝕雨削，形成一座座的山峰，形狀奇異。面積約為250平方公里。

- 最高峰處是Chonbul Peak：659米

## 天氣
- 全年平均溫度：攝氏7.4度；
- 1月份的平均溫度：攝氏-7.8度；
- 8月份的平均溫度：攝氏21度；
- 全年總降兩雨量：668毫米

## 遊覽
- 在「七寶山」可欣賞到奇麗的山峰、幽深的山谷、浩浩蕩蕩的大海。它的地理位置、地形、氣候等特殊自然環境，使其植物分佈豐富多樣。
- 「七寶山」可分為「內七寶」（Inner Chilbo）、「外七寶」（Outer Chilbo）及「海七寶」（Sea Chilbo）。游「七寶山」始於「內七寶」（Inner Chilbo）。
  - 內七寶：（Mansa Peak）及（Jelimyongsan）；
  - 外七寶：（Samwontham Area）、萬物相地區(Manmulsang Area) 、(Kain Valley Area) 及（Rojok Peak Area）
  - 海七寶：(Sesscape Area) 、(Sol Islet Area) 、象岩及「月門地區」（Moon Gate）

## 動物
- 「七寶山」裡棲息著30餘種獸類、各種鳥類、爬蟲類、兩棲類動物 及各種昆蟲。

## 植物
- 「七寶山」裡生長著800餘種植物，相當於在咸鏡北道生長的植物種類的77%。

## 鄰近的溫泉
七寶山有黃津溫泉（Hwangjin Hot Spring）、明川溫泉、曼湖溫泉、沙里溫泉、寶村溫泉等。

## 其他朝鮮的名山
- 長白山（백두산，白頭山）
- 妙香山（묘향산）
- 金剛山觀光地區（금강산관광지구）
- 九月山（구월산）
- 玉蓮山（옥련산）
- 長壽山（장수산）